# Осліп
Осліп (нім. Oslip) — політична громада в політичному окрузі Айзенштадт-Умгебунг федеральної землі Бургенланд, в Австрії.
Осліп лежить на висоті  127 м над рівнем моря і займає площу  17,83 км². Громада налічує 1274 мешканців. 
Густота населення 71/км².  
|                                |
| Осліп на мапі округу та землі. |

 Адреса управління громади: Hauptstraße 7, 7064 Oslip. 

## Демографія
Історична динаміка населення міста за даними сайту Statistik Austria

## Виноски
1. ↑  Dauersiedlungsraum der Gemeinden Politischen Bezirke und Bundesländer - Gebietsstand 1.1.2018 — Статистичне управління Австрії.
2. ↑  Статистичне управління Австрії Bevölkerung am 1.1.2021 nach Ortschaften (Gebietsstand 1.1.2021)
3. ↑   www.oslip.at
4. ↑  Gemeindedaten von Oslip

| Австрія | Це незавершена стаття з географії Австрії. Ви можете допомогти проєкту, виправивши або дописавши її. |